# Passage Fréquel
Pour les articles homonymes, voir Fréquel.
Le passage Fréquel est une voie du 20e arrondissement de Paris, en France.

## Situation et accès
Le passage Fréquel est situé dans le 20e arrondissement de Paris. Il débute au 7, rue Vitruve et se termine au 24, rue de Fontarabie.

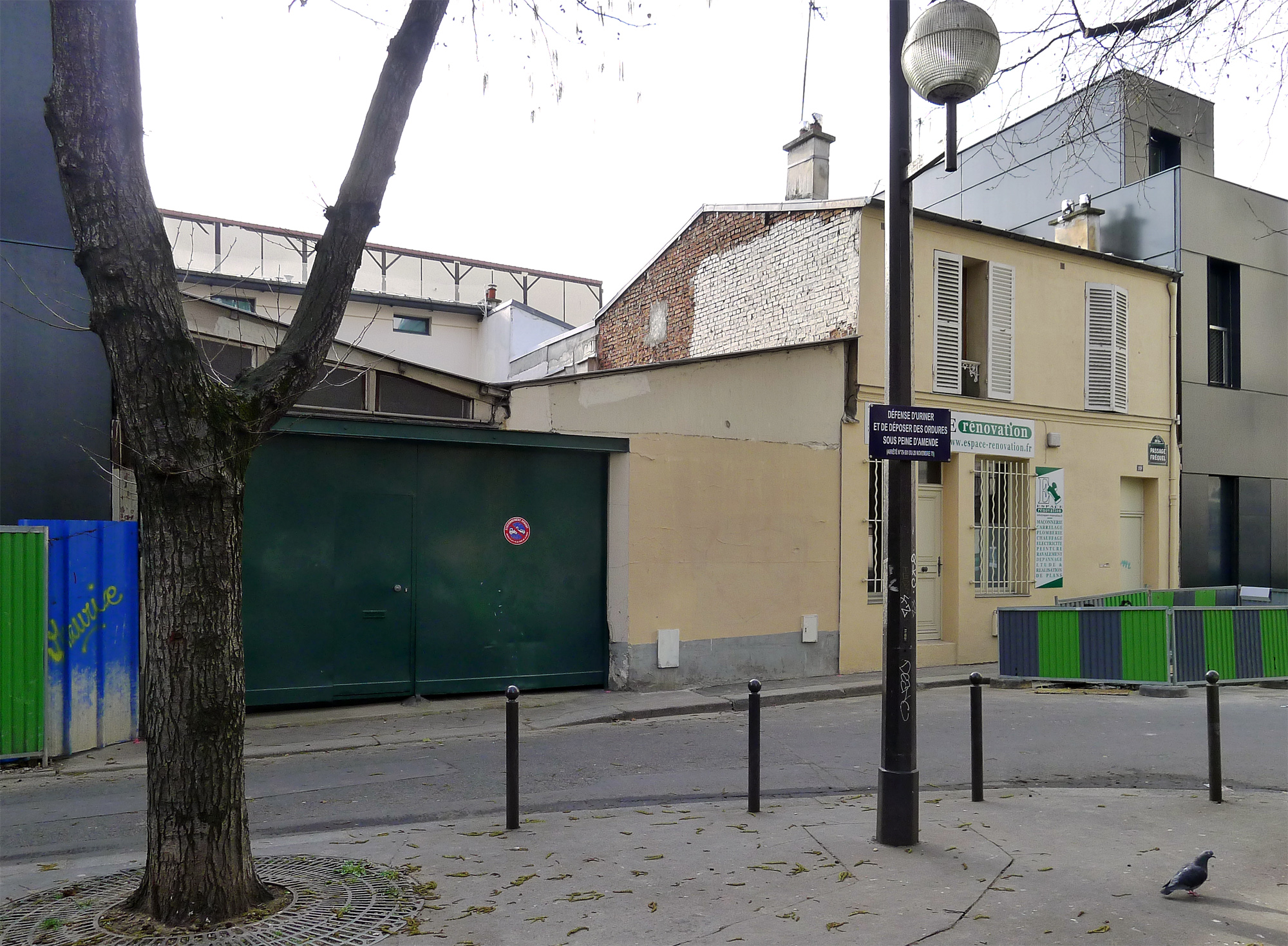
Maisons de ville du passage.

## Origine du nom
Cette voie est baptisée d'après le nom du propriétaire des terrains sur lesquels elle a été ouverte.

## Historique
Cette voie porte son nom actuel depuis 1858.
Vers l'année 1900, le passage Fréquel est une rue pavée peu fréquentée où est installé un simple restaurant-brasserie. 

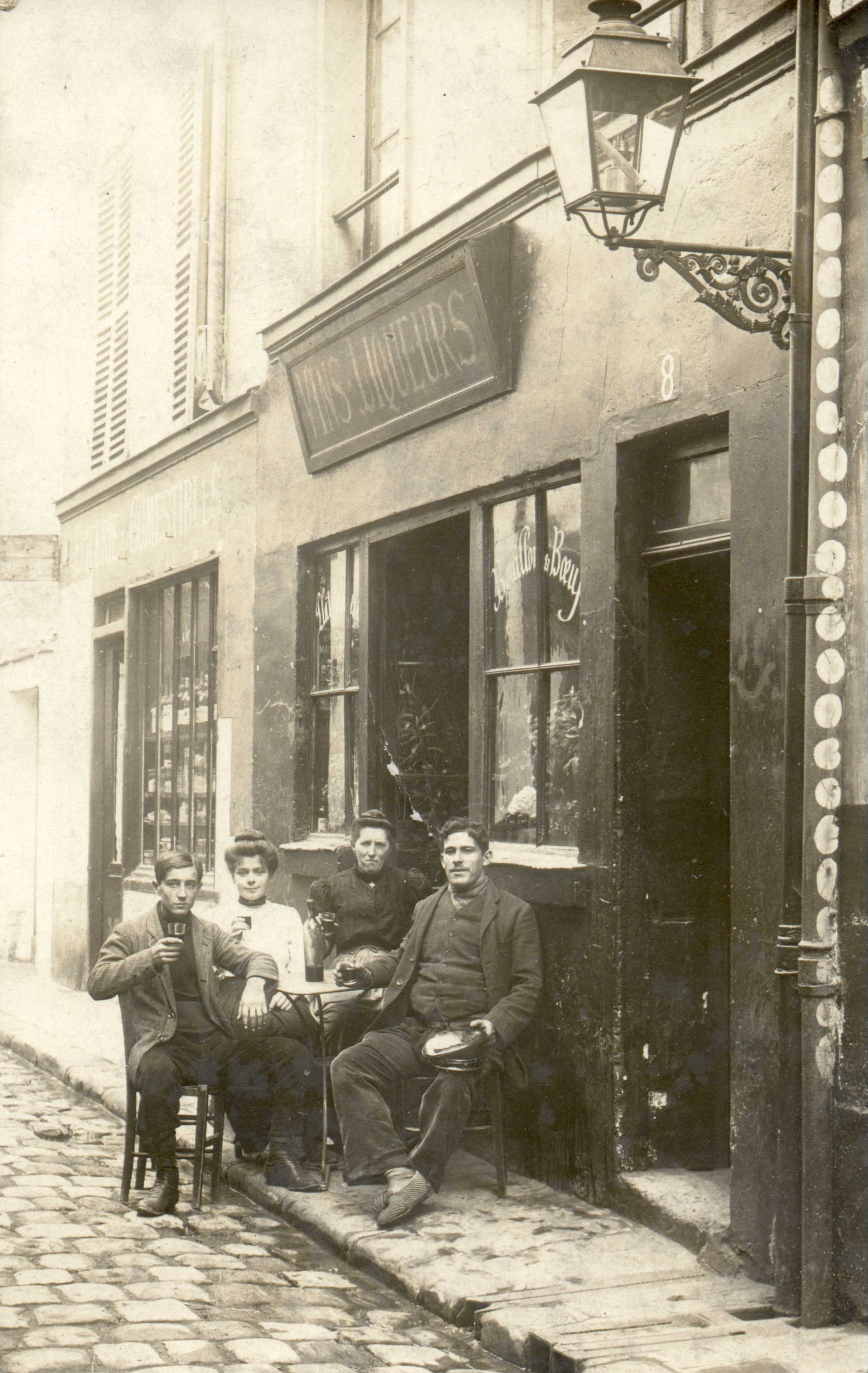
Vue du passage Fréquel vers 1900.